# Tiroteig de Copenhaguen de 2022
El tiroteig de Copenhaguen de 2022 fou perpetrat el vespre del diumenge 3 de juliol del 2022 al centre comercial Fields' del barri d'Ørestad de Copenhaguen, un dels més grans de Dinamarca. L'assassí, un jove danès amb problemes psiquiàtrics del qual no se'n va revelar la identitat, hi assassinà 3 persones i unes altres 27 hi resultaren ferides.

## Fets
Un home d'ètnia danesa de 22 anys accedí al centre comercial a les 17:36 hores del vespre armat amb un fusell i hi disparà indiscriminadament a les persones de l'interior abans d'ésser reduït i detingut per la policia al voltant de les instal·lacions. Els fets varen succeir hores abans del concert del músic britànic Harry Styles al Royal Arena de la ciutat, situat un carrer més enllà del centre comercial, fet pel qual l'afluència hi era elevada.
L'atemptat deixà un balanç de 3 morts, corresponents a un noi i una noia danesos de 17 anys i a un resident rus de la ciutat de 47 anys. Pel que fa als ferits greus, 4 d'ells foren com a resultat dels trets (un d'ells en estat crític): dues dones daneses de 19 i de 40 anys i dos ciutadans suecs, un home de 50 anys i una noia de 16. A més a més, s'hi comptabilitzaren tres ferits lleus més per bales perdudes i uns altres 20 més per l'evacuació d'emergència del centre comercial.

## Reaccions
Inicialment la policia no pogué afirmar que es tractés d'un cas de terrorisme ni que fos un cas aïllat a Copenhaguen, per la qual cosa s'establí un dispositiu de les forces policials daneses arreu de Selàndia. Consegüentment, es restringí també l'accés a les línies de metro que comunicaven la zona per tal de permetre retornar a casa als assistents del concert, que fou finalment cancel·lat.
Puix que dos dies abans s'havia iniciat la primera etapa del Tour de França de 2022 des de Copenhaguen i que aquell mateix diumenge dels fets finalitzava la tercera etapa de la competició també en territori danès, a Sønderborg, la policia hi establí diversos estrictes protocols i es cancel·là la cloenda en la qual hi havia de participar la família reial danesa.
Per bé que des dels primers instants la policia comunicà l'existència de morts i de diversos ferits que havien estat traslladats al Rigshospitalet, no fou fins a l'endemà que es traslladà públicament el balanç oficial de víctimes, la motivació d'alienació psíquica de l'assassí i es descartà finalment el modus operandi terrorista o cap mena de delicte d'odi.